# Nonso Anozie
Nonso Anozie (Lincoln, 17 de novembre de 1978) és un actor de teatre, cinema i televisió anglès. Anozie és descendent d'una família nigeriana. L'estiu del 2002 va interpretar el paper protagonista de l'obra de William Shakespeare King Lear, i va aconseguir guanyar l'Ian Charleson Award el 2004 pel seu paper a Othello.
Anozie va ser escollit, l'any 2006, per posar veu a l'os acorassat Iorek Byrnison a la pel·lícula Northern Lights, adaptació de la novel·la de Philip Pullman. Tot i així, Anozie va ser substituït per Ian McKellen dos mesos abans que la pel·lícula estigués preparada per rodar-se.
En cinema i en televisió els seus papers han acostumat a ser petits; entre les seves actuacions més destacades es troben RocknRolla, de Guy Ritchie, i Expiació, de Joe Wright. El 2008 va aconseguir un paper principal a la pel·lícula anglesa Cass, basada en la vida de Cass Pennant. L'any següent va col·laborar com a actor secundari a la minisèrie Occupation, on interpretava a un marine estatunidenc encarregat d'una empresa militar privada durant la Guerra de l'Iraq. El 2011 participaria en la pel·lícula Conan el Bàrbar en el paper d'Artus i el de Xaro Xhoan Daxos a Game of Thrones. El 2013 va interpretar el paper del personatge bíblic Samsó a la minisèrie del Canal History: La Bíblia. Aquell mateix any també va interpretar el paper de R.M. Renfield a Dracula.

## Filmografia
- Expiació (2007)
- RocknRolla (2008)
- Occupation (2009)
- The Grey (2011)
- Conan the Barbarian (2011)
- Game of Thrones (2012)
- El joc de l'Ender (2013)
- The Bible (2013)
- Dracula (2013-?)
- Get Santa (2014)
- Jack Ryan: Shadow Recruit (2014)
- The Laundromat (2019), de Charles